# Pachybrachis freyi
Pachybrachis freyi là một loài bọ cánh cứng trong họ Chrysomelidae. Loài này được Burlini miêu tả khoa học năm 1957.